# Robert-Jacobsen-Preis
Der Robert-Jacobsen-Preis ist ein seit 1993 von der Stiftung Würth ausgelobter Preis für zeitgenössische bildende Künstler. Der Preis wurde nach dem dänischen Bildhauer Robert Jacobsen benannt. Er ist mit 50.000 Euro dotiert und wird in der Regel alle zwei Jahre vergeben.

## Geschichte
Nach dem Tod von Robert Jacobsen im Jahr 1993 rief die in Künzelsau ansässige Stiftung Würth den nach ihm benannten Preis ins Leben. Zwischen dem Künstler und dem Unternehmer und Kunstsammler Reinhold Würth war seit den 1970er-Jahren eine langjährige Freundschaft entstanden. 1991 hatte Jacobsen auf dem Vorplatz des neuen Verwaltungsgebäudes der Würth-Gruppe seine größte Skulptureninstallation fertiggestellt. 2012 widmete das Museum Würth Jacobsen eine Retrospektive zum 100. Geburtstag. Der Robert-Jacobsen-Preis wird bis heute von der Stiftung Würth in Kooperation mit dem Museum Würth vergeben.

## Bisherige Preisträger
- 1993: Lun Tuchnowski
- 1995: Richard Deacon
- 1997: Magdalena Jetelová
- 1999: Gereon Lepper
- 2001: Stephan Kern
- 2003: Rui Chafes
- 2005/06: Bernar Venet
- 2008: Monika Sosnowska
- 2010: Alicja Kwade
- 2012: Jeppe Hein
- 2014/15: Michael Sailstorfer
- 2016/17: Yngve Holen
- 2019: Eva Rothschild
- 2021: Elmgreen & Dragset[8]
- 2023: Ugo Rondinone[9]